# Yunmen Wenyan
Yunmen Wenyan (雲門文偃 Wade-Giles: Yun-men Wen-yen; kor. Unmun Munyŏn; jap. Ummon Bun’en; wiet. Vân Môn Văn Yển; ur. 864, zm. 10 maja 949) – chiński mistrz chan (jap. zen), założyciel szkoły chan yunmen.

## Życiorys

### Wczesne lata
Urodził się w 864 r. w Jiaxiang, miasteczku pomiędzy Szanghajem i Hangzhou na wschodnim wybrzeżu Chin. Jego imię rodowe brzmiało Chang; ponieważ zgodnie ze zwyczajem mnisi buddyjscy porzucali swe nazwiska rodowe, otrzymał imię Wenyan, a później przyjął imię góry Yunmen, u której podnóża zbudował swój klasztor.
O Yunmenie mówi się, że podobnie jak wielu innych wielkich mnichów posiadał niewiarygodną pamięć. Kamienne inskrypcje z 964 r. przekazują, iż od urodzenia wykazywał on oznaki wielkiej inteligencji – będąc dzieckiem zapamiętywał wiersze i cały buddyjski kanon po jednokrotnym wysłuchaniu. Mówi się o nim również, iż był bardzo świadomy swego duchowego powołania, i że sam zdecydował się po osiągnięciu dojrzałości wstąpić w mnisi stan. Według biografii zamieszczonej w Zapiskach Yunmena, młodego Yunmena cechowała silna niechęć do wulgarności, tendencja do bycia wzorem dla innych oraz wielka elokwencja.
Yunmen przyjął mnisie wskazania w zwyczajowym wieku 20 lat w mieście Changzhou, niedaleko pięknego Suzhou, mieście położonym w głąb lądu niedaleko od Szanghaju, słynnego ze swych eleganckich ogrodów, romantycznych kanałów i alej wysadzanych drzewami. Następnie powrócił do swego pierwszego nauczyciela, mistrza vinayi Zhichenga i poświęcił się studiom bardzo obszernej literatury dotyczącej monastycznej dyscypliny.

### Oświecenie
W wieku ok. 25 lat Yunmen wyruszył na spotkanie ze słynnym Daozongiem, który znany był jako „Czcigodny Chen” i przebywał w Muzhou, ok. 70 mil (120 km) w górę rzeki od Hangzhou. W czasie, gdy odwiedził go Yunmen, Muzhou był już prawdopodobnie bardzo stary. Mówi się, że Yunmen próbował raz albo więcej razy zobaczyć się z tym byłym mnichem, jednak był odtrącany. Wcześniejsza kamienna inskrypcja opisuje w następujący sposób jego decydującą próbę:
Pokój [mistrza Muzhou] zwykle był zamknięty i całkowicie pusty. Kiedy czasami przyjmował on jednak kogoś, nie zezwalał na żadne obrady. Kiedy Yunmen potrafił już swobodnie rozwijać i zwijać, udał się prosto do drzwi Muzhou i zapukał. Mistrz Muzhou zapytał: „Kto tam?”. Yunmen powiedział: „To ja, [Yunmen] Wenyan”. Muzhou stanął w drzwiach, nie pozwalając mu wejść, i powiedział: „Dlaczego znowu tu przychodzisz?”. Yunmen powiedział: „Nie jestem jeszcze całkowicie jasny”. Muzhou powiedział: „Całkowicie bezużyteczna rzecz!”, wypchnął Yunmena i zatrzasnął drzwi.
Yunmen pukał do drzwi mistrza przez trzy kolejne dni. Trzeciego dnia, gdy Muzhou otworzył drzwi, Yunmen wepchnął stopę pomiędzy drzwi a framugę. Muzhou chwycił Yunmena i krzyknął „Powiedz! Powiedz!”. Gdy Yunmen zaczął tylko mówić mistrz pchnął go i krzyknął „Za późno!”. Następnie zatrzasnął drzwi z taką siłą, że złamał Yunmenowi stopę. W tym momencie Yunmen osiągnął oświecenie.
Po tym wydarzeniu Yunmen pozostał u mistrza Muzhou przez kilka lat; chociaż nie możemy być pewni dokładnej ich liczby, podobieństwa stylu i wyrazu zapisków Yunmena i Muzhou sugerują, iż wpływ Muzhou był głęboki i długotrwały. Muzhou był w pełni świadomy potencjału swego ucznia i po kilkuletnim okresie nauczania wysłał go na dalszy trening do słynnego mistrza chan Xuefenga Yicuna (822–908). Taki trening po osiągnięciu oświecenia to normalna kolei rzeczy; miał on za zadanie przygotowanie przyszłych nauczycieli do ich pracy. Zwykle w przeciągu dekady lub dwóch odwiedzało się wielu nauczycieli, w którym to czasie umiejętności nauczania były szlifowane, a niezbędne doświadczenie zdobywane. W przypadku Yunmena ten trening trwał 17 lat i rozpoczął się ok. 30 roku jego życia wizytą u Xuefenga.

### Praktyka u Xuefenga Yicuna
Historia spotkania Yunmena i Xuefenga podziałała na wyobraźnię wielu pisarzy, jednak ponownie spróbujemy nie oddalać się zbytnio od najstarszej kamiennej inskrypcji, która notabene zgadza się w tym miejscu ze Zbiorem z Gmachu Patriarchów, ważnym dziele dotyczącym wczesnej historii chan, skompilowanym w kręgach bliskich Xuefengowi przed 952 r.:
[Mistrz] Yunmen udał się do Min. Ledwie wspiął się na górę Kość Słonia, a już zademonstrował swe niezmierzone zdolności: kiedy wkroczył do zgromadzenia Xuefenga i trzykrotne powitanie miało się odbyć, Xuefeng powiedział: „Jak mogło do tego dojść?”. Mistrz [Yunmen] nie poruszył się nawet o włos i w imponujący sposób zademonstrował swą całkowitą zdolność. Jednak, chociaż przebił się on przez strumień [pogrążonej w ułudzie świadomości], nosił również rogi [podobnie jak ludzie pogrążeni w ułudzie]. Tak więc żaden z ponad tysiąca uczniów [Xuefenga] nie był pewien, czy był on zwykłym człowiekiem, czy świętym. Przez wiele pór chłodnych i gorących Yunmen o zmierzchu i świcie udawał się do pokoju [Xuefenga], aby zadawać mu pytania.
Pewnym jest, że Yunmen spędził lata z Xuefengiem, jednak niemożliwe jest stwierdzenie, ile ich dokładnie było. Mając na uwadze długą pielgrzymkę, która nastąpiła po pobycie na górze Kość Słonia, wydaje się prawdopodobne, że Yunmen wyjechał, mając trzydzieści kilka lat i następne dziesięć z nich spędził w drodze, aby ostatecznie osiąść na głębokim południu Chin w wieku lat 47. Yunmen odwiedził i odbywał rozmowy z wieloma mistrzami, zanim w 911 r. odwiedził świątynię w południowych Chinach, w której zatrzymał się Szósty Patriarcha Huineng. To właśnie w tym bogatym w tradycje chan regionie Yunmen miał rozpocząć swe aktywne życie nauczyciela chanu.

### Nauczanie
Przez kilka lat Yunmen nauczał w klasztorze Lingshu w Shaoguan, jednak nieustanny strumień gości wkrótce stał się dla niego i jego uczniów zbyt dokuczliwy. Kamienne inskrypcje głoszą:
Mistrz Yunmen zmęczył się przyjmowaniem i zabawianiem gości, i zapragnął zamieszkać w odległym i czystym miejscu. Zwrócił się do cesarza z prośbą o zmianę miejsca pobytu. Otrzymał cesarską zgodę i dwudziestego roku 60-letniego okresu (923), Yunmen nakazał swoim uczniom otwarcie góry Yunmen (pol. Brama Chmur) dla budowy [klasztoru]. Po upływie pięciu lat prace zostały ukończone.
Tak więc w wieku 64 lat Yunmen znalazł spokojne miejsce, w którym mógł nauczać mnichów i świeckich wyznawców przez kolejne dwie dekady. Większość z mów i dialogów zamieszczonych w Obszernych zapiskach Yunmena (chiń. Yunmen guanglu 雲門廣録) prawdopodobnie pochodzi z tego właśnie okresu. Tutaj mistrz miał stabilne monastyczne otoczenie oraz wspólnotę, w której skład wchodziły osoby spisujące jego mowy. Pozostał w niej aż do śmierci.

### Śmierć
10 maja 949 r. 85-letni mistrz nagle stracił apetyt i zaczął mniej spać. Wcześniejsza kamienna inskrypcja tak oto opisuje jego śmierć:
Kiedy jego usługujący mnich dał mu gorącego [leczniczego] rosołu, Mistrz oddał mu miskę, mówiąc: „Po pierwsze, nic mi nie jest; po drugie, tobie również nic nie jest! Pamiętaj, aby napisać do cesarza list z prośbą o moje odejście”. Następnie sam spisał dokument ze swoimi przestrogami dla potomności: „Po mojej śmierci nie zezwalam ani na noszenie żałobnych szat zgodnie ze świeckimi zwyczajami, ani na opłakiwanie i urządzanie ceremonii pogrzebowej z procesją. Oznaczałoby to łamanie wskazań Buddy i byłoby źródłem kłopotów dla szkoły chan”. Dokonał przekazu Dharmy Zhixiangowi, [który jest] Wielkim Mistrzem Shixingiem z góry Baiyun. Uczniowie Mistrza odpowiednio przygotowali zgromadzenie. W godzinie szczura dziesiątego dnia czwartego księżyca czterdziestego szóstego roku (sześćdziesięcioletniego cyklu; między 23:00 10 maja a 01:00 11 maja 949) Mistrz opuścił ten świat.
Och! Po zniszczeniu okrętu współczucia

Samsara nie osiągnie brzegu wyzwolenia.

Po rozpadzie góry Dharmy

Na czym polegać będą latające i biegające po ziemi istoty?
Kamienne inskrypcje głoszą, że piętnaście dni po śmierci wciąż wyglądał jak żywy. Smutek panujący na pogrzebie opisywany jest w poetyckim stylu typowym dla chińskich inskrypcji:
Tego dnia wędrujące chmury stanęły [pełne szacunku] w miejscu, a nagrobne drzewo uschło. Krzyki samotnych górskich małp wyostrzyły ból straty, a przeszywające lasy głosy niewidzialnych ptaków wzmacniały żal i smutek rozłąki. Żałobnicy ukryli [swe twarze] w kołnierzach i stali wokół, płacząc.
Jeśli uczestnicy pogrzebu Yunmena byli zaskoczeni widokiem zwłok mistrza wyglądających jak żywe, to wkrótce mieli doświadczyć jeszcze większych cudów. Druga kamienna inskrypcja stwierdza, że siedemnastego roku po śmierci Yunmena mistrz ukazał się we śnie sędziemu Juan Shaochuangowi i nakazał mu otworzyć swój grób. Kiedy to uczyniono, okazało się, że ciało mistrza pozostało w niezmienionym stanie, tylko urosły mu włosy i paznokcie. Oczy były na wpół otwarte i lśniły jak perły, zęby błyszczały jak śnieg, a całą salę wypełniała mistyczna poświata. Mówi się, iż świadkami tego było kilka tysięcy mnichów i ludzi świeckich. Mumia przez miesiąc była wystawiana w stolicy kraju, a następnie powróciła do klasztoru Yunmena, gdzie pozostawała przez ponad tysiąc lat. Zniknęła w połowie lat 1970. w czasie Rewolucji Kulturalnej; należy ją już uznać za bezpowrotnie straconą... Obecnie jest zastąpiona drewnianą repliką.
Poświęcone mu są następujące gong’any
- Biyan lu – 6, 8, 14, 15, 27, 34, 39, 47, 50, 54, 60, 77, 83, 86, 87, 88
- Congrong lu – 11, 21, 31, 40, 61, 71, 78, 82, 99
- Wumenguan – 15, 16, 21, 39, 48

## Linia przekazu Dharmy zen
Pierwsza liczba oznacza liczbę pokoleń mistrzów od 1 Patriarchy indyjskiego Mahakaśjapy.
Druga liczba oznacza liczbę pokoleń od 28/1 Bodhidharmy, 28 Patriarchy Indii i 1 Patriarchy Chin.
- 39/12. Xuefeng Yicun (822–908)

- 40/13. Taiyuan Fu (868–937)
- 40/13. Furong Lingxun (bd)
- 40/13. Jingqing Daofu (863–937) (także Shunde)
- 40/13. Cuiyan Lingcan (Cuiyan Yongming) (bd)
- 40/13. Baofu Congzhan (zm. 928)

- 41/14. Zhaoqing Wendeng (884–972)
- 41/14. Baoci Wenqin (bd)
- 41/14. Yanshou Huilun (bd)

- 42/15. Guizong Daoquan (bd)

- 40/13. Xuansha Shibei (835–908)

- 41/14. Luohan Guichen (867–928)

- 42/15. Longji Shaoxiu (bd)
- 42/15. Tianbing Congyi (bd)
- 42/15. Qingqi Hongjin (bd)
- 42/15. Fayan Wenyi (885–958) szkoła fayan

- 40/13. Yunmen Wenyan (862–949) szkoła yunmen

- 41/14. Shuangquan Shikuang (bd)

- 42/15. Fuchang Weishan (bd)

- 41/14. Fengxian Daoshen (bd) (Congshen)

- 42/15. Lianhua Fengxiang (bd)
- 42/15. Xiang Anzhu (bd)

- 41/14. Baling Haojian (bd)

- 42/15. Cheng Sansheng (bd)

- 41/14. Dongshan Shouchu (910-990)

- 42/15. Nanyue* Liangya (bd) *Fuyuan

- 43/16. Chenggu Jianfu (zm. 1045)

- 41/14. Deshan Yuanming (908–987) (także Yuanmi)

- 42/15. Wenshu Yingzhen (bd)
- 42/15. Bu’an Dao (bd)

43/16. Dongshan Xiaocong?
44/17. Fori Qisong (1007–1072)
- 41/14. Xianglin Chengyuan (908–987)

- 42/15. Zhimen Guangzuo (zm. 1031)

- 43/16. Jiufeng Qin (bd)
- 43/16. Xuedou Chongxian (980–1052) napisał komentarze wierszem do „Biyan lu”

- 44/17. Chengtian Chuanzong (bd)
- 44/17/1. Caodong Wietnam – szkoła thao dong
- 44/17. Tianyi Yihuai (993–1064)

- 45/18. Yang Wuwei
- 45/18. Yuantong Fashen
- 45/18. Fayun Faxiu (1027–1090)
- 45/18. Changlu Yingfu (bd)

- 46/19. Changlu Zongze (bd) autor „Zuochan yi”

- 47/20.

- 48/21.

- 49/22. Lei’an Zhengshou (1146–1208)

- 45/18. Yuanfeng Qingman (bd)
- 45/18. Yuantong Fashen (bd)